# Остров (Осиповичский район)
О́стров (бел. Востраў) — деревня в составе Дарагановского сельсовета Осиповичского района Могилёвской области Республики Беларусь.

## Этимология
Название образовано от термина «остров», имеющий широкое значение: «остров на реке или озере», «остров пашни среди леса», «сухой остров среди болота» и т. д. Таким образом, в название деревни данный термин вошёл из микротопонимии.

## Географическое положение
Деревня расположена в 30 км на юго-запад от Осиповичей и в 12 км от ж/д станции Дараганово, в 163 км от Могилёва. Рядом пролегает автодорога Осиповичи — Старые Дороги. Планировку деревни составляет улица с редкой деревянной застройкой.

## История
В 1897 году упоминается как урочище Долгий Остров в Новодорожской волости Бобруйского уезда Минской губернии с 4 дворами и 27 жителями. В 1907 году упоминались 33 жителя и 5 дворов, в 1917 году — уже 32 жителя и 7 дворов. В колхоз жители Острова вступили в 1930 году.
Во время Великой Отечественной войны Остров был оккупирован немецко-фашистскими войсками с конца июня 1941 года по 29 июня 1944 года. Оккупантами было убито 12 жителей деревни и сожжено шесть дворов. На фронте погибли 13 жителей.

## Население
- 1897 год — 27 человек, 4 двора[1]
- 1907 год — 33 человека, 5 дворов[1]
- 1917 год — 32 человека, 7 дворов[1]
- 1940 год — 102 человека, 40 дворов[1]
- 1959 год — 204 человека[1]
- 1970 год — 172 человека[1]
- 1986 год — 168 человек, 66 хозяйств[1]
- 2002 год — 3 человека, 3 хозяйства[1]
- 2007 год — 3 человека, 3 хозяйства[1]

## Комментарии
1. ↑  Название и ударение даны по: Назвы населеных пунктаў Рэспублікі Беларусь: Магілёўская вобласць: нарматыўны даведнік / І. А. Гапоненка і інш.; пад рэд. В. П. Лемцюговай. — Минск: Тэхналогія, 2007. — С. 61. — 406 с. — ISBN 978-985-458-159-0..